# Zerstörer 2
Die USS Ringgold (DD-500) war ein Zerstörer (ein Schiffstyp) der Fletcher-Klasse. Die United States Navy setzte sie im Pazifikkrieg ein. 1959 wurde sie an die Bundesmarine ausgeliehen, in der sie bis 1981 als Zerstörer 2 (D 171) fuhr. Die Griechische Marine übernahm das Schiff 1981 als Kimon (D 42). Es wurde 1987 außer Dienst gestellt und 1993 in der Türkei verschrottet.

## Namensgeber
Der Zerstörer war das zweite Schiff der US Marine, das nach Rear Admiral Cadwalader Ringgold (1802–1867) benannt wurde. Ringgold nahm an der United States Exploring Expedition teil und diente im Sezessionskrieg.

## US Navy
Die USS Ringgold lief am 11. November 1942 vom Stapel. Die Taufe erfolgte durch Arunah Sheperdson Abell, Großnichte von Admiral Ringgold. Am 30. Dezember 1942 wurde die USS Ringgold unter dem Kommando von Commander Thomas F. Conley in Dienst gestellt. Die Abnahmefahrt führte sie von New York nach Guantanamo Bay auf Kuba und wieder zurück. Bis Mitte Juli befand sie sich zur Ausbildung in den Gewässern um Trinidad. Am 21. Juli 1943 verließ sie New York Richtung Pazifik. Am 27. Juli fuhr sie durch den Panamakanal. Sie wurde in Pearl Harbor der Destroyer Division 50 zugeteilt und war Flaggschiff der Destroyer Squadron (DesRon) 25.

### 1943
Nach mehreren Wochen Ausbildung wurde die Ringgold der Task Force 50 mit den Flugzeugträgern Yorktown, Essex und Independence zugeteilt. Die Task Force führte am 1. September 1943 Angriffe auf die Marcusinsel durch. Am 18. und 19. September wurden Tarawa und Mankin angegriffen.
Nach einem Luft- und Schiffangriff auf Wake Island am 5. und 6. Oktober war das nächste Ziel der Task Force die Landung von U.S. Marines auf Tarawa. USS Ringgold hatte mit dem Zerstörer USS Dashiell die Aufgabe als erste in die Lagune einzulaufen.
Um 22:00 wurde ein Radarkontakt gemeldet. Es war zwar bekannt, dass sich im Gebiet das U-Boot USS Nautilus aufgehalten hatte, aber es wurde davon ausgegangen, dass die USS Nautilus das Gebiet bereits am Nachmittag verlassen hat, um einen abgeschossenen Piloten zu retten und dass sie beim Sichten eigener Kräfte abtauchen würde. Da sich die Nautilus in der Nähe eines Riffes befand, blieb sie an der Oberfläche. Admiral Hill wollte Begegnungen mit eventuellen japanischen Patrouillen vermeiden und gab den Befehl, den Kontakt zu bekämpfen. Bereits mit der ersten Salve der USS Ringgold wurde der Turm des U-Bootes getroffen, aber die Granate explodierte nicht. USS Nautilus tauchte und konnte nach Reparatur der Schäden Abemama erreichen.
Gegen 05:00 eröffneten die Zerstörer das Feuer auf die japanischen Landbatterien und um 06:22 begann das geplante Bombardement. Die Minensucher USS Persuit (AM-108) und USS Requisite (AM-109) räumten unter dem Schutz einer Rauchwand einen Weg in die Lagune, wobei sie ebenfalls ihre Geschütze gegen die japanischen Batterien einsetzten. Während USS Persuit den geräumten Weg mit Bojen markierte, führte USS Requisite die USS Ringgold und USS Dashiell in die Lagune. USS Ringgold wurde von zwei japanischen Granaten getroffen, die beide nicht explodierten, jedoch zum Ausfall der Backbord-Turbine führten. Da schwerere Einheiten nicht in die Lagune einlaufen konnten, trugen die beiden Zerstörer gemeinsam mit den beiden Minensuchern die Hauptlast der Feuerunterstützung für die anlandende Marine-Infanterie. Von 5000 Soldaten, die bis zum Abend das Ufer erreichten, wurden ca. 1500 verwundet oder getötet.
Im Laufe des Tages trafen die Zerstörer USS Frazier (DD-607) und USS Anderson zur Unterstützung ein.
Es war vermutlich in den ersten Stunden des 21. November, als die Ringgold die Schüsse abfeuerte, die in den Bunker des Konteradmirals Keiji Shibazaki, den Kommandanten der Verteidiger der Insel Betio, einschlugen und Admiral Shibazaki töteten.
Am 25. November war Tarawa von US-Truppen besetzt.

### 1944
Nach Abschluss der Reparaturen im Dezember nahm die Ringgold an der Landung auf Kwajalein und Eniwetok im Januar und Februar 1944 teil. Erneut wurde sie zur Feuerunterstützung der anlandenden Kräfte eingesetzt. Am 20. März beschoss sie Landziele bei Kavieng auf Neuirland. Vom 24 April bis 1. Mai 1944 war sie bei der Eroberung von Hollandia auf Niederländisch-Neuguinea eingesetzt.
Im Juni nahm die USS Ringgold an der Schlacht um die Marianen-Inseln teil. Während der Landung auf Guam diente sie zur Unterstützung der Landungsboote bei der Navigation als Landing Craft Control Vessel (LCCV) und bot Feuerunterstützung. Während der Landung führte sie 23 Wellen Landungsboote zum Strand. Während der Landungen auf Morotai am 15. September und auf Panaon am 20. Oktober unterstützte die USS Ringgold erneut die Landung der Truppen mit ihrer Artillerie. Am 22. Oktober wurde sie zur Überholung im Mare Island Naval Shipyard entlassen.

### 1945

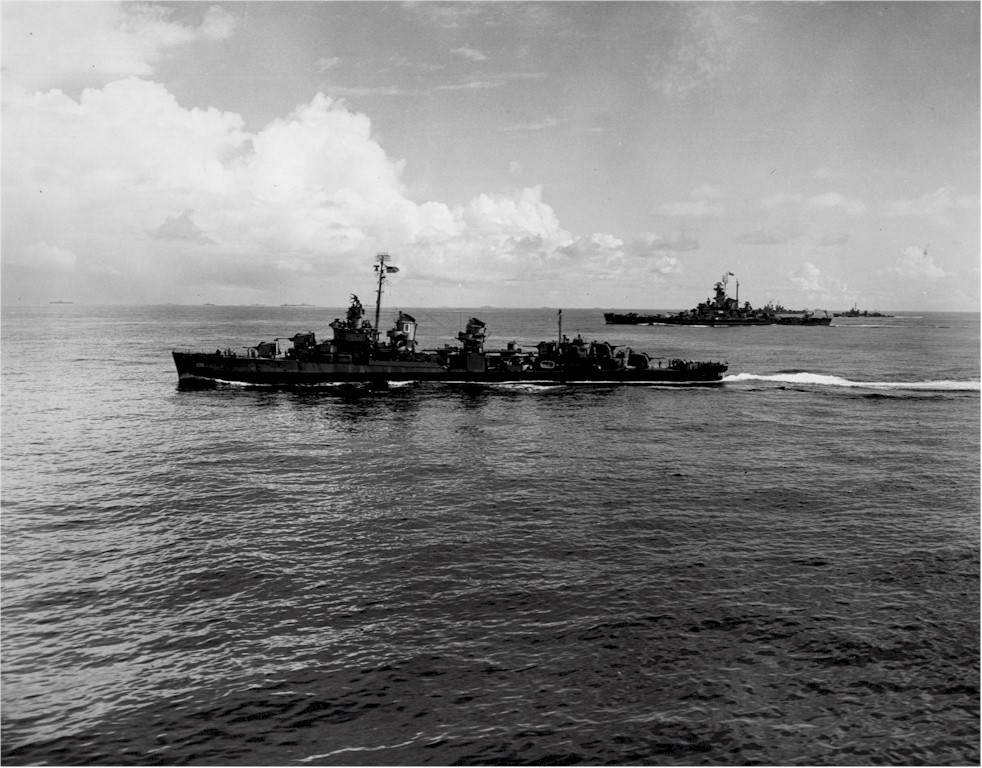
USS Ringgold (DD-500), 1945.

Anfang Februar 1945 wurde die USS Ringgold der Task Force 58 unter dem Kommando von Vice Admiral Marc A. Mitscher zugeteilt, die die ersten trägergestützten Angriffe auf das Kernland und Okinawa durchführte, um die Landung auf Iwojima zu unterstützen. Die Angriffe starteten am 16. Februar 1945 und während des zweitägigen Einsatzes verloren die japanischen Streitkräfte 416 in der Luft, weitere 354 wurden am Boden zerstört und ein Geleitflugzeugträger versenkt.
Nach Reparaturen auf Ulithi und in Pearl Harbor gehörte die Ringgold während der Schlacht um Okinawa erneut ab 4. Juni 1945 der TF 58 an. Nach Ende des Unternehmens wurde die Einsatzgruppe in die San Pedro Bucht auf Leyte verlegt, wo sie am 13. Juni eintraf.
Am 1. Juli stach das Schiff wieder in See, um mit Destroyer Squadron 25 und Cruiser Division 17 (CruDiv 17) Angriffe auf das japanische Kernland durchzuführen.
Bis zur japanischen Kapitulation war die Ringgold als Teil der TF 38 in küstennahen Operationen eingebunden. Am 22. August wurde sie zum Geleit der Antietam nach Guam eingesetzt, wo sie vier Tage später eintraf und Reparaturen durchgeführt wurden. Anschließend nahm sie am 16. September in Okinawa 86 Passagiere an Bord und brachte sie nach Pearl Harbor, um von dort die Fahrt zur Ostküste fortzuführen. Am 23. März 1946 wurde sie außer Dienst gestellt und der Atlantic Reserve Fleet in Charleston (South Carolina) zugeteilt, wo sie bis 1959 verblieb. Im Rahmen der Übergabe des Schiffes an die Bundesmarine im Rahmen des Military Assistance Program wurde sie im Charleston Navy Yard modernisiert und ausgerüstet.

## Bundesmarine
Das Schiff wurde am 14. Juli 1959 der Bundesmarine vorerst als amerikanische Leihgabe übergeben und wurde hier unter dem Namen Zerstörer 2 (D 171) in der Klasse 119 geführt. In den siebziger Jahren gingen die Schiffe der Fletcher-Klasse in Bundeseigentum über.

## Kommandanten (Bundesmarine)
- Fregattenkapitän Günter Kuhnke: von der Indienststellung bis November 1960
- Fregattenkapitän Otto Ites: von November 1960 bis September 1962
- Fregattenkapitän Paul Brasack: von Oktober 1962 bis März 1964
- Korvettenkapitän/Fregattenkapitän Herbert Mumm: von März 1964 bis Februar 1966
- Korvettenkapitän Heinz Siewert (Erster Offizier): in Vertretung von Februar 1966 bis April 1966
- Korvettenkapitän/Fregattenkapitän Helmut Suikat: von April 1966 bis März 1968
- Fregattenkapitän Heinz Siewert: von April 1968 bis Oktober 1968
- unbesetzt: von November 1968 bis November 1969
- Fregattenkapitän Dieter Klages: von November 1969 bis März 1973
- Fregattenkapitän Jochen Mehner: von April 1973 bis März 1976
- Fregattenkapitän Rolf Bretschneider: von April 1976 bis März 1979
- Fregattenkapitän Friedrich Huber: von April 1979 bis Juni 1981
- unbesetzt: von Juli 1981 bis September 1981
- Fregattenkapitän Friedrich Huber: September 1981

## Verbleib
Nach Außerdienststellung wurde das Schiff 1981 der griechischen Marine übereignet, als Kimon (D 42) weiter betrieben und später abgewrackt.